# Sân bay Khujirt
Sân bay Khujirt (IATA: HJT, ICAO: ZMHU) là một sân bay Mông Cổ. Sân bay này tọa lạc ở Khujirt, thủ phủ tỉnh Övörkhangai. Sân bay có một đường băng  09/27 kích thước 2200m x 60m.